# 早川和良
早川和良（はやかわ かずよし 1952年- ）は、日本のCMディレクター、株式会社 FIELD MANAGEMENT EXPAND会長。

## 人物
1952年　愛知県生まれ
1975年　金沢美術工芸大学彫刻科卒業、日本天然色映画（株）企画演出部入社
1982年（株）ティー・ワイ・オー設立に参加
2003年（株）Camp KAZ（キャンプカズ）設立
2010年8月（株）ティー・ワイ・オー専務取締役就任
2016年10月（株）ティー・ワイ・オー代表取締役社長に就任
2005年より石川県観光総合プロデューサーを務める
2009年　三浦武彦氏と共著「クリスマス・エクスプレスの頃」（日経BP出版センター）

## CM
- JR東海『エクスプレス』シリーズ
- ライオンクリニカ
- 日本マクドナルド
- メルセデス・ベンツ日本
- コカコーラ『No Reason』
- キリンビバレッジ 生茶
- JT企業
- ネスレ キットカット
- 日本郵政　年賀キャンペーン
- 全日本空輸　企業『夢見るヒコーキ。ANA』
- JR東日本　大人の休日倶楽部
- キリンビール　キリン一番搾り
- サッポロビール ヱビスビール

## PV
- 星野真里「カナシミノイロ～夢・夢のあと」（2002年） ユニバーサルミュージック
- Baby Boo「一歩ずつの勇気」 出演:鈴木杏（2006年） ワーナーミュージック

## 受賞歴
- 1984年 第34回カンヌ国際広告祭銅賞 SONY リバティーCD ウィリー・ネルソン
- 1989年 フジ・サンケイ賞テレビCM大賞 JR東海 ハックルベリー・エクスプレス
- 1989年 第42回広告電通賞テレビ広告電通賞 JR東海 ハックルベリー・エクスプレス
- 1990年 第29回ACC全日本CM大賞 JR東海 クリスマスエクスプレス
- 1990年 ADC賞 JR東海 ハックルベリー・エクスプレス 夏休み
- 1990年 第37回カンヌ国際広告祭銀賞 ライオンクリニカ ザ・ロンゲストデイ
- 1991年 第30回ACC全日本CM大賞 JR東海 新幹線エクスプレスキャンペーンファイト/ハックルベリー/クリスマス
- 1991年 The Asia Pacific Advertising Awards 金賞 ライオンクリニカ わんぱくマーチ
- 1991年 The Asia Pacific Advertising Awards 銀賞 ライオン企業 花嫁の父
- 1992年 第39回カンヌ国際広告祭金賞 ライオンクリニカ わんぱくマーチ
- 1996年 第36回国際放送広告賞(IBA)実写非英語部門賞 東芝情報通信機器 いちばん好きなのは
- 1997年 第39回ニューヨークフェスティバル国際広告賞金賞 東芝情報通信 OurSong
- 1998年 第40回ニューヨークフェスティバル国際広告賞銅賞 日本マクドナルド 企業 ゆれる心
- 2001年 第41回ACC銅賞 キリンビバレッジ 聞茶 茶館/キャッチボール
- 2003年 第43回ACC銀賞 サントリー和茶 桜の告白/潮騒
- 2007年 第37回フジサンケイグループ広告大賞メディアミックス部門優秀賞　NTTドコモ 　iのあるメール大賞　私の大切なメール
- 2008年 第48回ACC金賞 全日本空輸　企業　あこがれのJAZZ CLUB
- 2008年 第48回ACC銅賞 郵便事業　年賀状（郵便）　二宮和也／養老孟司／上野樹里／坂本龍一
- 2022年 第8回ACCクリエータズ殿堂